# Planetoïdemaan
Een planetoïdemaan is een maan van een planetoïde.
De oorsprong van deze satellieten is nog niet met zekerheid gekend en er bestaan hierover verschillende theorieën. Het gaat wellicht vaak om rotsblokken die door een inslag op de planetoïde zijn vrijgekomen of om een klein object dat door de planetoïde werd gevangen door de werking van zwaartekracht.
De ruimtesonde Galileo fotografeerde voor het eerst in 1993 een dergelijk object: Dactyl rond de planetoïde Ida. In 1999 werd voor het eerst een planetoïdemaan vanaf de Aarde gedetecteerd; rond de planetoïde Eugenia. Dit maantje heet Petit-Prince.
In februari 2025 was van 562 planetoïden bekend dat ze een of meer manen hadden (in totaal 584 manen).

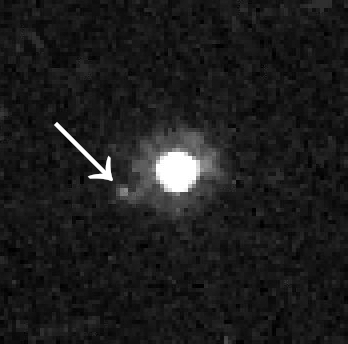
De planetoïde Quaoar en haar maan Weywot (bij het pijltje)
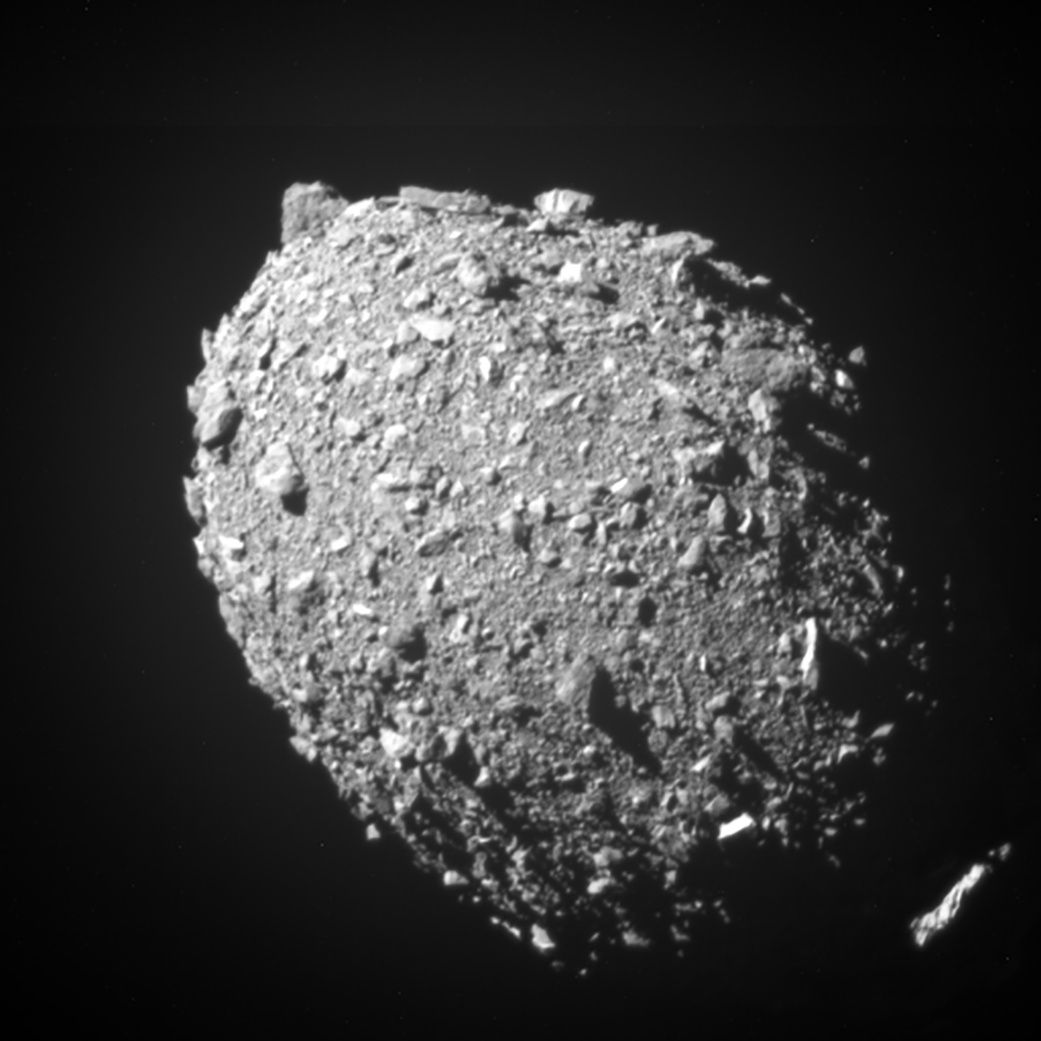
De maan Dimorphos van planetoïde 65803 Didymos opgenomen door DART op 26 september 2022
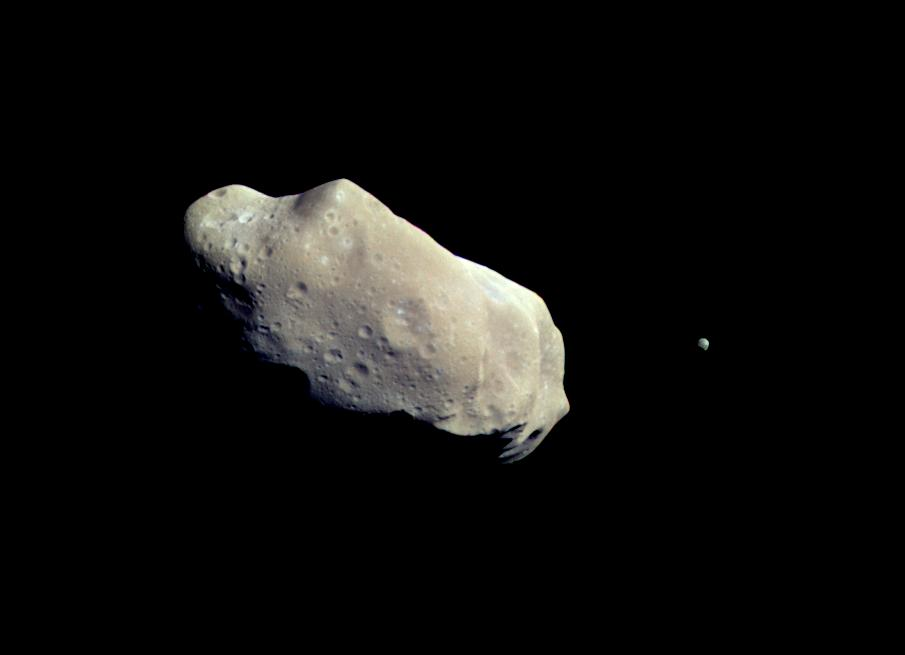
De planetoïde Ida met rechts haar maan Dactyl